# Присмерк Європи
«Присмерк Європи» (нім. Der Untergang des Abendlandes) — філософська праця історика та філософа Освальда Шпенґлера, опублікована у 1918 (І том) і 1922 (ІІ том) роках. Автор пропонує в ній новий підхід до аналізу історичного процесу, в основі якого лежить метод аналогії.
Одним із висновків книги, якому вона завдячує своєю назвою, є перехід Заходу від стадії культури до стадії цивілізації в 19 — на початку 20 ст. Цей процес аналогічний, на думку Шпенґлера, переходу від грецької культури до римської цивілізації в античності, з чого можна передбачити майбутній занепад Європи.

## Назва
Фактично, точного перекладу оригінальної, німецької назви цього твору — «Der Untergang des Abendlandes» немає і не може бути в жодній мові світу. Німецькою мовою Untergang — це одночасно занепад, сутінки, згасання (дня), знищення і вмирання (людини), а Abendlandes (Західні землі) — охоплюють США і Канаду, але не містять Балкан (включно з Грецією), Румунії, Угорщини, Росії, Білорусі, і України (навіть Польща вся не входить), тому переклад слова Abendlandes як Європа є абсолютно неправильним. Сам Шпенґлер дуже критично ставився до перекладів назви його книжки. Російський переклад назви — «Закат Европы» є одним з найточніших, навіть сам Шпенґлер кілька разів прихильно про нього висловився, попри те, що там вживається слово «Європа», проти чого він завжди категорично виступав. Але за словами самого ж Шпенґлера, в Росії завжди чітко відділяли Європу від Росії. Щодо українського перекладу, то найчастіше використовується «Занепад Європи», хоча такий переклад є абсолютно неправильним. Також є точніші варіанти «Сутінки Європи», «Присмерк Європи», «Згасання Заходу».

## Зміст
Перший том. На початку Шпенґлер ставить питання про те, що таке історія. Слідом за німецькою філософією XIX століття, він розрізняє науки про природу і науки про дух. Він стверджує, що «Засіб для пізнання мертвих форм — закон. Засіб для розуміння живих форм — аналогія». Тому, — визнає Шпенґлер, — тільки природничі науки можуть називатися науками. Історія — це не наука.
Шпенґлер відмовляється сприймати історію людства лінійно. Як він пише, «Стародавній світ — Середні віки — Новий час: ось неймовірно убога і безглузда схема». Альтернативою лінійної історії він називає опис окремих культур, причому подібна позиція призводить Шпенґлера до філософського релятивізму, а саме до припущення про існування «кількох однаково правильних культур», з-поміж яких культура Західної Європи, попри поширені уявлення, не краща за інші.
Шпенґлер стверджує, що європейське сприйняття історії зумовлене особливостями культури Європи. Кожна культура бачить історію по-своєму, прикладом чого слугує античне світосприйняття, що рахувало час за циклами-олімпіадами. Мислитель пропонує розрізняти античну Аполлонівську культуру та сучасну йому Фаустівську, для яких визначальним є різне ставлення до нескінченності, що реалізується в релігії, архітектурі, політиці. Їхнє порівняння автор доповнює коментарями щодо арабської культури, яка розвивалася на межі Аполлонівської та Фаустівської.
Другий том. Автор міркує над тим, що робить культуру суто людським явищем, перелічуючи абстрактні поняття, мову, мету життя, що виходить за межі інстинктів. Далі Шпенґлер описує історію розвитку культур, їхні відмінності, та як ці культури стали цивілізаціями. На думку автора, за етапом цивілізації настає занепад, що підтверджує історичними прикладами.
Шпенґлер пропонує термін «псевдоморфоза» щодо молодих культур, які під впливом старших уподібнюються їм. Він розглядає їх приклади та сліди псевдоморфоз у європейській культурі, зокрема в релігії, архітектурі, літературі.
Розглядаючи як у Європі виникала ідея громадянина, Шпенґлер робить висновок, що цивілізація завжди супроводжується занепадом влади аристократії. Він підкріплює це прикладами з історії стародавніх цивілізацій та прогнозує, що Західна Європа також близька до занепаду. Шпенґлер заперечує, що існують «більш здібні» політично народи — насправді політичні успіхи зумовлені тільки довірою народу до своєї влади. Грошові відносини сприяють виродженню демократії, що притиставляється аристократії — це історична закономірність. Адже гроші сприяють сприйняттю людей як предметів і тоді цивілізація перестає бути життєздатною. Наступна велика культура піднімається з верств селянства, якщо там зберігається первісна цінність людини.

## Головні ідеї
Головною метою цієї книги Шпенґлер вказував передбачення майбутнього Західної Європи. Передумовою своїх висновків він вбачав те, що всі культури проходять ті самі стадії розвитку: зароджуються, розквітають і занепадають. Культура Західної Європи, отже, не відрізняється суттєво від будь-якої іншої, а поширені твердження про її «вищість» — це вигадка. Шпенґлер критикував європоцентризм, заперечуючи думку, що європейський погляд на світову історію єдиний правильний. Навпаки, схема «Стародавній світ — середньовіччя — Новий час» проходиться не людством у цілому, а кожною культурою. Історія насправді не має якої-небудь мети і не є розвитком від гіршого до кращого.
Мислитель стверджував, що матеріальний розвиток визначається культурою, котра включає сприйняття простору та часу, розуміння чисел і кількісних вимірів, ставлення до життя та смерті. Культура формує певну етику та естетику, визначає релігію та державний устрій. Тому культура — це головний зміст історії. Наприклад, відокремленість давньогрецьких колоній зумовила розуміння світу як суми окремих конкретних речей, сприяла розвитку математики та страху перед відкритими просторами, що відображено в мистецтві. Кожна культура повторює в своєму розвитку вікові етапи окремої людини: дитинство, юність, змужнілість і старість. Тому культуру Шпенґлер називав «людською індивідуальністю вищого ступеня».
Шпенґлер виділяв 7 головних культур: єгипетську, вавилонську, китайську, індійську, античну, майя, арабську (арабо-візантійську) та сучасну йому європейську. За його спостереженням, кожна існувала приблизно 1000 років. Деякі занепадали різко, інші століттями, але зрештою всі вони втратили здатність до розвитку та самостійний вплив. Європейська культура, як вважав Шпенґлер, занепадає приблизно з 1800-го року і цей процес триватиме до приблизно 2000-го.
За висновком Шпенґлера, найпізнішою стадією розвитку кожної культури є цивілізація. Ознаками цивілізації він вказує імперіалізм, соціалізм та урбанізацію. Своєю чергою урбанізація є основою для раціоналізму, скептицизму та атеїзму, які Шпенґлер спостерігав у культурі свого часу. В культурі реальну владу має аристократія, в цивілізації — натовп.
Античну культуру Шпенґлер називав Аполлонівською — культурою тіла, де абстрактні ідеї більшу частину історії відкидалися, де в центрі уваги перебуває те, що можна сприймати безпосередньо. Аполлонівська культура схильна розділяти світ на окремі частини, вона продукувала міста-поліси, численних богів. Культуру Європи свого часу мислитель називав Фаустівською, вона навпаки схильна об'єднувати, продукуючи дедалі більші держави, єдинобожжя. Фаустівська культура не має страху перед далечінню, нескінченністю, тому її символом слугує Фауст. Вона з'явилася в 1000 р. і пройшла ряд стадій — романіка, готика, ренесанс, бароко, рококо — перш ніж розвинулася в європейську цивілізацію в XIX столітті.
Головною ознакою наближення занепаду Шпенґлер вказував появу класу люмпенів. В їхньому впливі на політику видно виродження ідеї демократичних виборів, і Європа напевне перейде до диктатури, як це сталося з Римською Республікою. На його думку, в майбутньому ще виникне російська культура, проте вона буде зовсім іншою, порівняно з західноєвропейською; спроби європеїзувати Росію зачепили тільки еліту, але відторгаються селянством, яке складає основну масу населення.

## Вплив
Книга «Присмерк Європи» швидко здобула популярність у німецьких інтелектуалів. Праця Шпенґлера посилила відчуття кризи в Німеччині після закінчення Першої світової війни. Американський критик Джордж Стайнер припустив, що «Присмерк Європи» можна розглядати як одну з тих книг, які стали результатом кризи німецької культури після поразки Німеччини в Першій світовій війні. В цьому плані вона стоїть поряд із «Духом утопії» (1918) філософа Ернста Блоха (1918), «Зорею відкуплення» (1921) теолога Франца Розенцвейга, «Посланням до римлян» (1922) теолога Карла Барта, «Моєю боротьбою» (1925) лідера нацистської партії Адольфа Гітлера, та «Буттям і часом» (1927) філософа Мартіна Гайдеггера.
Філософ Теодор Адорно вважав, що Шпенґлер не лише передбачив новий авторитарний цезаризм, а й спонукав бажати його. Бо, згідно зі Шпенґлером, це неминучий і необхідний процес.
Крах європейського колоніалізму після Другої світової війни та зростання впливу США переорієнтували тезу про занепад Заходу з Європи на Америку. Так, американський історик Роберт Каган прогнозував у 2012 році, що за аналогією з Британською імперією США лишатиметься світовим гегемоном (постійно слабнучи) ще щонайбільше 20 років.